# Bernard al II-lea de Lippe

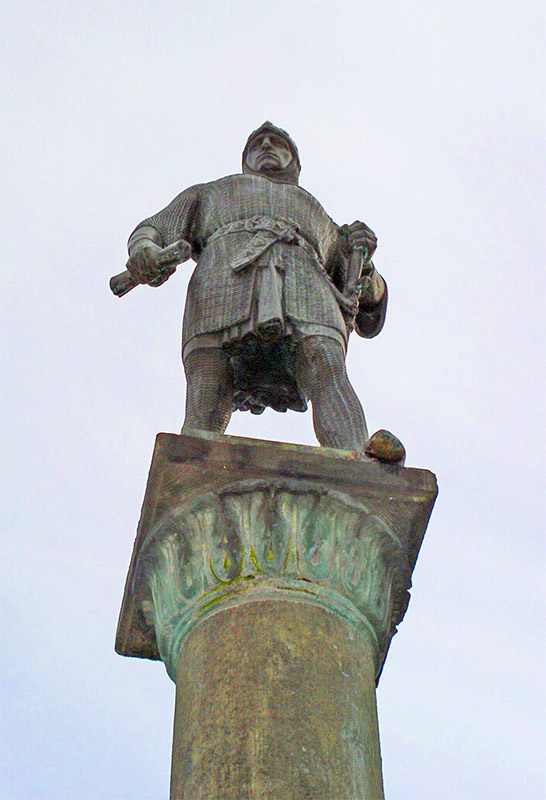
Statuia lui Bernard al II-lea

Bernard al II-lea (n. cca. 1140–d. 1224) a fost senior de Lippe de la 1167 până la 1196.
Bernard este fondatorul orașelor Lippstadt și Lemgo.